# ميخائيل هوارد كاي
ميخائيل هوارد كاي (بالإنجليزية: Michael Howard Kay) هو كاتب ومهندس وعالم حاسوب بريطاني، ولد في 11 أكتوبر 1951 في هانوفر في ألمانيا.

## وصلات خارجية
- الموقع الرسمي